# 첫눈이 내릴 때
"첫눈이 내릴 때"는 1977년에 개봉한 대한민국의 영화이다.

## 캐스팅
- 이덕화 : 기철 역
- 임예진 : 혜영 역
- 진유영
- 손창호 : 정길 역
- 김진규
- 김영애 : 혜자 역
- 조덕성
- 성명순
- 이승렬
- 차이선